# Egzarchat apostolski Argentyny
Egzarchat Apostolski Argentyny – egzarchat Kościoła melchickiego w Argentynie. Jest podległy bezpośrednio Stolicy Apostolskiej. Został erygowany 20 kwietnia 2002 roku przez papieża Jana Pawła II na mocy konstytucji apostolskiej Quandoquidem saeculorum.

## Główne świątynie
- Katedra: Katedra św. Jerzego w Córdobie

## Ordynariusze
- Georges Nicolas Haddad MSP (2002 - 2005)
- Jean-Abdo Arbach BC (2006 - 2012)
- Ibrahim Salameh MSP (2013 - 2023)